# ホープタウン
ホープタウン（hope town）は、かつて鳥取県米子市にあったショッピングセンター。株式会社ホープタウンによって運営されていた。2022年（令和4年）1月末をもって閉店した。

## 概要
鳥取県米子市米原2丁目に立地し、3階建て、店舗面積は11,763m2。
1962年に創業した衣料品店「菊屋」が前身。1982年7月9日に菊屋は移転し、その子会社の運営する「米子ホープタウン」として開業した。
同じく菊屋とニチイの合弁の「出雲ファミリーデパート（ニチイグループ出雲ファミリーデパート、のちの出雲サティ）」と合併し、「サンメルト」の「サンメルトホープタウン店」となった。
1993年に近隣にあるニチイ系の8社と合併して「サンインニチイ」を設立（後に「マイカルサンイン」に社名変更）。ホープタウンはマイカルのグループ会社として「サンインニチイホープタウン店」「ホープタウンサティ」「米子サティ（2代目）」に店名を変えながら営業した（初代米子サティについてはイオン米子駅前店を参照）。
2001年のマイカルの経営破綻後にマイカルグループから独立し、店名を「ホープタウンサティ」として再開、のちに「ホープタウン」に戻して営業していた。

### 閉館
2021年（令和3年）12月時点のテナント数は約40であったが、12月に運営会社から2022年（令和4年）1月31日をもって閉館することになったことから契約解除を申し出る文書が送付された。
2022年（令和4年）1月31日をもって閉館した。
2022年2月、地域の皆様にホープタウンの閉店セレモニーや懐かしい思い出を発信したいとのことで、閉館後に異例の公式YouTubeチャンネル（ホープタウンちゃんねる）を開設。
なお、2022年3月25日をもって唯一営業していたATMコーナーも終了し、全館が閉鎖される。イオン米子駅前店内にあるコナミスポーツクラブのフランチャイズ運営も4月1日付でホープタウンからジョイアーバンに移管された。

### 再整備
事業は米子市のettoに承継され、跡地を再び商業施設として整備することを検討しており、「ホープタウン」の店名を存続させることも検討している。
2023年（令和5年）11月27日、2024年（令和6年）夏頃を目処にパン・パシフィック・インターナショナルホールディングス系列のディスカウントストアであるMEGAドン・キホーテが核店舗として出店する予定であることが複数のメディアから報じられた。
2024年5月、ettoはMEGAドン・キホーテを同月28日に開店することを発表した。山陰地区としては最大規模になるとしている。
MEGAドン・キホーテ米子店は予定通り5月28日に開業した。

## 沿革
- 1982年（昭和56）7月9日 - 開業。
- 2001年（平成13年）以降 - マイカルグループを離脱する。
- 2008年（平成20年） - スーパーマーケットのマルイが核店舗として出店する。
- 2021年（令和3年）8月22日 - マルイが閉店[9]。
- 2022年（令和4年）1月31日 - 全館閉業。
- 2024年（令和6年）5月28日 - 跡地にMEGAドン・キホーテ米子店が開業する。

## MEGAドン・キホーテ米子店
MEGAドン・キホーテ米子店（メガドン・キホーテよなごてん）はホープタウンの跡地に開業した総合ディスカウントストア・ショッピングセンターである。2024年（令和6年）5月28日に開業した。

### 概要
鳥取県で唯一のMEGAドン・キホーテであり、ドン・キホーテの店舗としては山陰エリア最大の売場面積を誇る。近隣地には国際便が発着する美保飛行場（米子鬼太郎空港）があるため、インバウンド需要を見込んだ商品の取り扱いも行う。
1階では生鮮食品や消耗品、家庭雑貨などを、2階では化粧品や衣料品、家電などを取り扱う。1階にはフードコートも設置されている。
3階は全面が専門店となっており、ダイソーや今井書店、アピナなどのテナントが出店している。
ホープタウン時代の館内にはエレベーターが2か所設置されていたが、MEGAドン・キホーテへの改装にあたり1台増設され、合計3か所となった。なお、増設されたエレベーターは屋上には止まらない。

### フロア構成
| 本館                             | 連絡通路  | 立体駐車場 |
| 屋上駐車場                       | 連絡通路  | 屋上駐車場 |
| 3階 専門店                       |           | 4階駐車場  |
| 3階 専門店                       | 3階駐車場 |            |
| 2階 化粧品・衣料品・家電など     | 連絡通路  | 2階駐車場  |
| 1階 食料品・消耗品・家庭雑貨など |           | 1階駐車場  |